# 디에우스
디에우스(원시 인도유럽어: Dyēus) 또는 디에우스 프테르(원시 인도유럽어: Dyēus P'ter )는 하늘을 다스리는 아버지 신으로서 원시 인도유럽 신화의 천공신이자 최고신이다. 인도유럽제족 신화 천공신들의 직접적인 원형으로 추정된다.